# Rudolph Siebeck
Hermann Rudolph Siebeck (* 13. April 1812 in Leipzig; † 19. Juli 1878 in Graz) war ein deutsch-österreichischer Gartenarchitekt.

## Leben

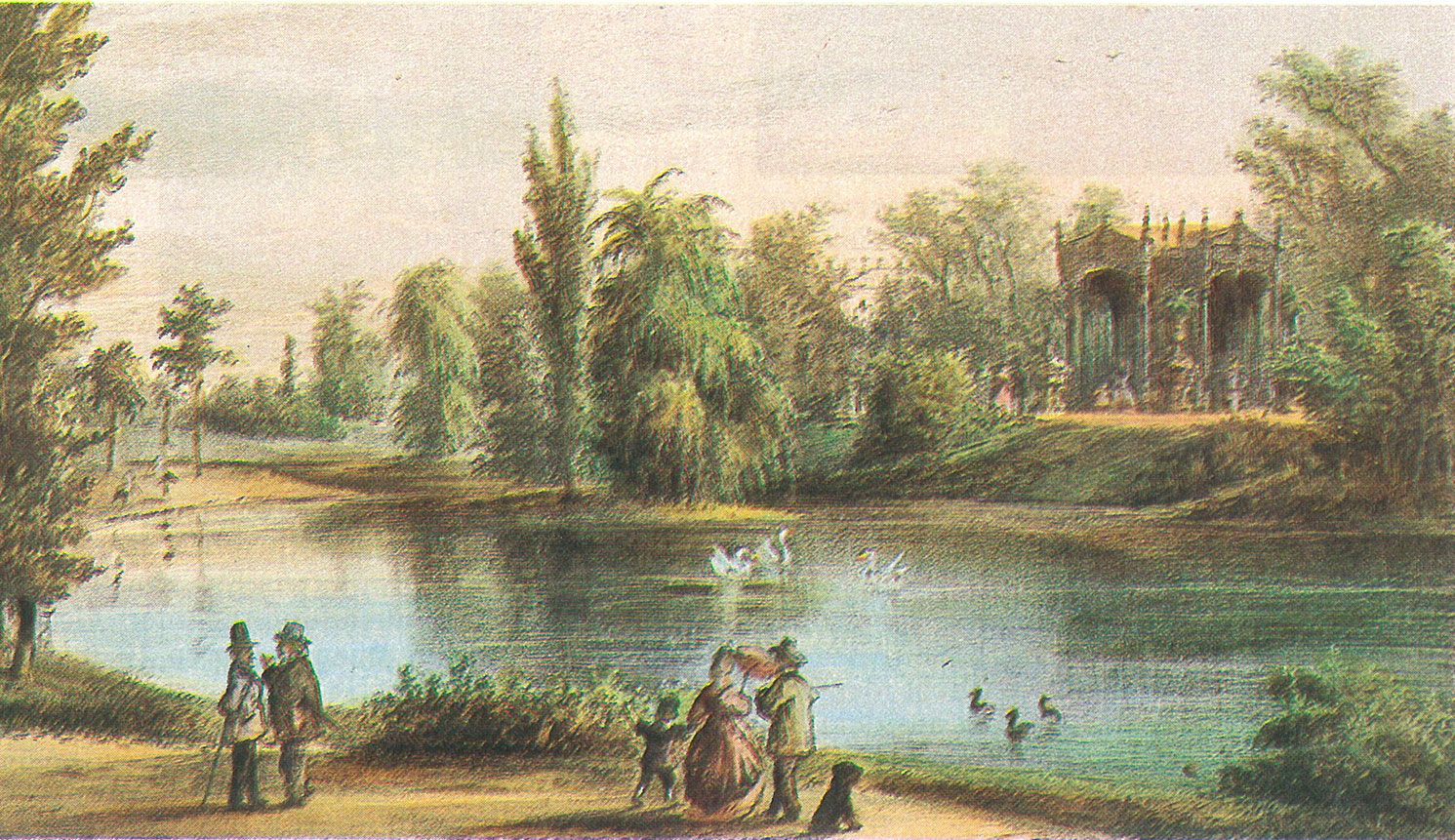
Wiener Stadtpark (Farblithografie 1862)

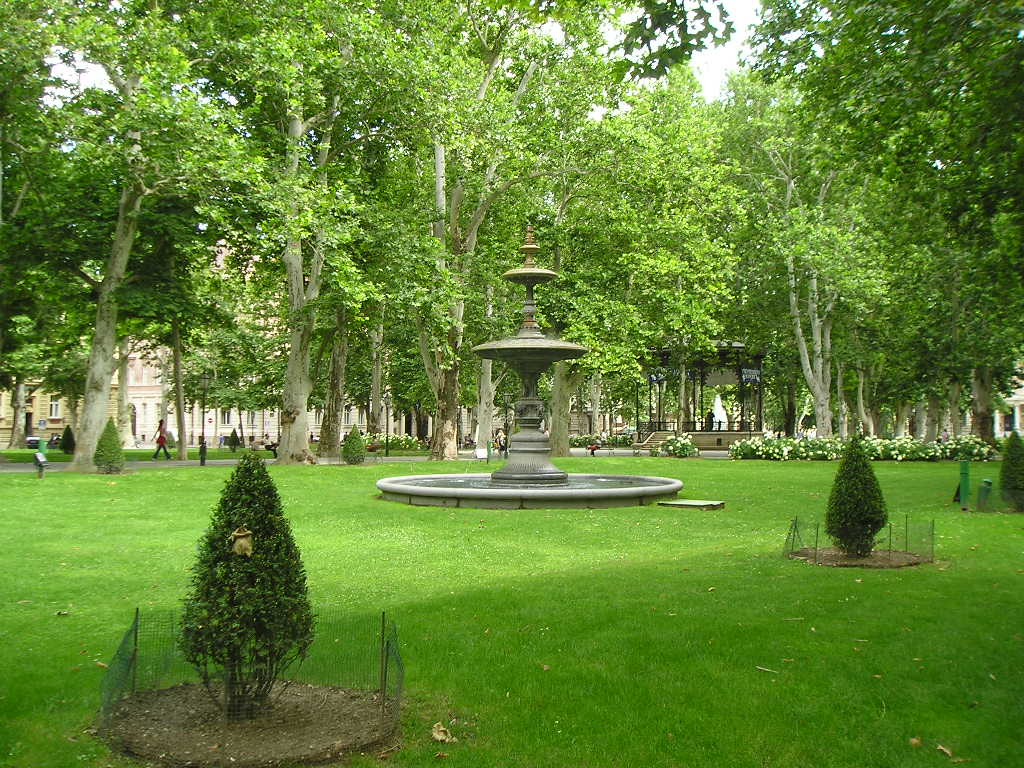
Zrinjevac-Park in Zagreb

Siebecks Vater war Justus August David Heinrich Siebeck, Organist an der Leipziger Johanniskirche. Der Verleger Hermann Siebeck (1816–1877) war sein jüngerer Bruder.
Von 1826 bis 1829 absolvierte Siebeck in Altenburg, der Residenzstadt des Herzogtums Sachsen-Altenburg, eine Gärtnerlehre. Im Jahr 1829 nahm er ein Botanikstudium  an der Universität Leipzig auf. Anschließend begab er sich auf mehrere Studienreisen. Ab 1837 gestaltete Siebeck das Rosental in Leipzig von einem Barockgarten in einen englischen Landschaftsgarten um. Von 1842 bis 1845 war er in Wien Gärtner bei Carl Freiherr von Hügel, dem Begründer der Österreichischen Gartenbaugesellschaft (ÖGG).
1846 wurde Siebeck als Stadtgärtner nach Leipzig berufen, war also Leiter aller öffentlichen Gärten und Promenaden der Stadt. Aufgrund eines Streits mit dem Rat der Stadt kündigte er seine Stellung jedoch im Oktober 1857.
Er kehrte nach Wien zurück und war dort ab 1861 bis zu seinem Ruhestand 1878 Stadtgärtner – zunächst der Stadterweiterungskommission unterstellt, ab 1871 erster Gartendirektor. 1874–1876 war er für alle Grünanlagen im Besitz der Stadt verantwortlich. Mit dem Landschaftsmaler Joseph Sellény schuf er 1862 sein Hauptwerk, den Wiener Stadtpark. Der „Siebeckpark“ war die erste große Grünanlage Wiens. Weitere Werke in Wien sind der Schönbornpark (1862–1863), der Esterházypark (1862–1869) sowie die Alleen der Wiener Ringstraße (ab 1863). Von Siebeck gestaltete Anlagen außerhalb Wiens sind der umgestaltete Garten von Schloss Mirabell und der Zrinjevac-Platz (1872) als Teil einer innerstädtischen Grünanlagenkette in Zagreb.
Siebeck trat 1878 mit 66 Jahren in den Ruhestand und starb im selben Jahr.

## Ehrungen
- Magister der Schönen Künste der Universität Leipzig
- Ehrendoktorwürde (als Dr. phil. h. c.) der Universität Leipzig
- Benennung der Siebeckstraße in Donaustadt (1960)

## Schriften
- Die bildende Gartenkunst in ihren modernen Formen: Auf 20 colorirten Tafeln mit ausführlicher Erklärung und nöthigen Beispielen übereinstimmend mit der vorausgehenden fasslichen Theorie der bildenden Gartenkunst. Voigt, Leipzig 1853.
- Entwürfe zu Garten- und Parkanlagen verschiedenen Charakters in mannigfaltigen Situationen. 20 Pläne zur Anwendung bei günstigen Verhältnissen. Wiegandt & Hempel, Berlin um 1853.
- Das Decameron oder 10 Darstellungen vorzüglicher Formen und Characterverbindungen aus dem Gebiethe der Landschaftsgartenkunst. Arnold, Leipzig 1856.
- Atlas zur bildenden Gartenkunst in ihren modernen Formen. Schrag, Leipzig 1860.
- Dr. Rudolph Siebeck's Ideen zu kleinen Gartenanlagen. Voigt, Leipzig 1860.
- Die Verwendung der Blumen und Gesträuche zur Ausschmückung der Gärten. Mit Angabe der Höhe, Farbe, Form, Blüthezeit und Cultur derselben. Voigt, Leipzig 1860.
- Acht colorirte Gartenpläne mit erläuterndem Text. Wiegandt, Hempel & Parey, Berlin um 1873.
- Die Elemente der Landschafts-Gartenkunst in einem Plane dargestellt und durch die bestimmenden Motive erläutert. Ein Leitfaden zum Studium für Gärtner und kunstsinnige Laien. Schrag, Leipzig 1861.